# Кам'яногірка (Вінницький район)
Кам'яногі́рка — село в Україні, в Оратівській селищній громаді Вінницького району Вінницької області. Розташоване на обох берегах річки Роська (притока Росі) за 18 км на північ від смт Оратів. Населення становить 155 осіб (станом на 1 січня 2018 р.).

## Населення

### Мова
Розподіл населення за рідною мовою за даними перепису 2001 року:
| Мова       | Кількість | Відсоток |
| ---------- | --------- | -------- |
| українська | 288       | 98.97%   |
| російська  | 3         | 1.03%    |
| Усього     | 291       | 100%     |

## Історія
12 червня 2020 року, відповідно розпорядження Кабінету Міністрів України № 707-р «Про визначення адміністративних центрів та затвердження територій територіальних громад Вінницької області», село увійшло до складу Оратівської селищної громади.
19 липня 2020 року, в результаті адміністративно-територіальної реформи та ліквідації Оратівського району, село увійшло до складу Вінницького району.

## Галерея

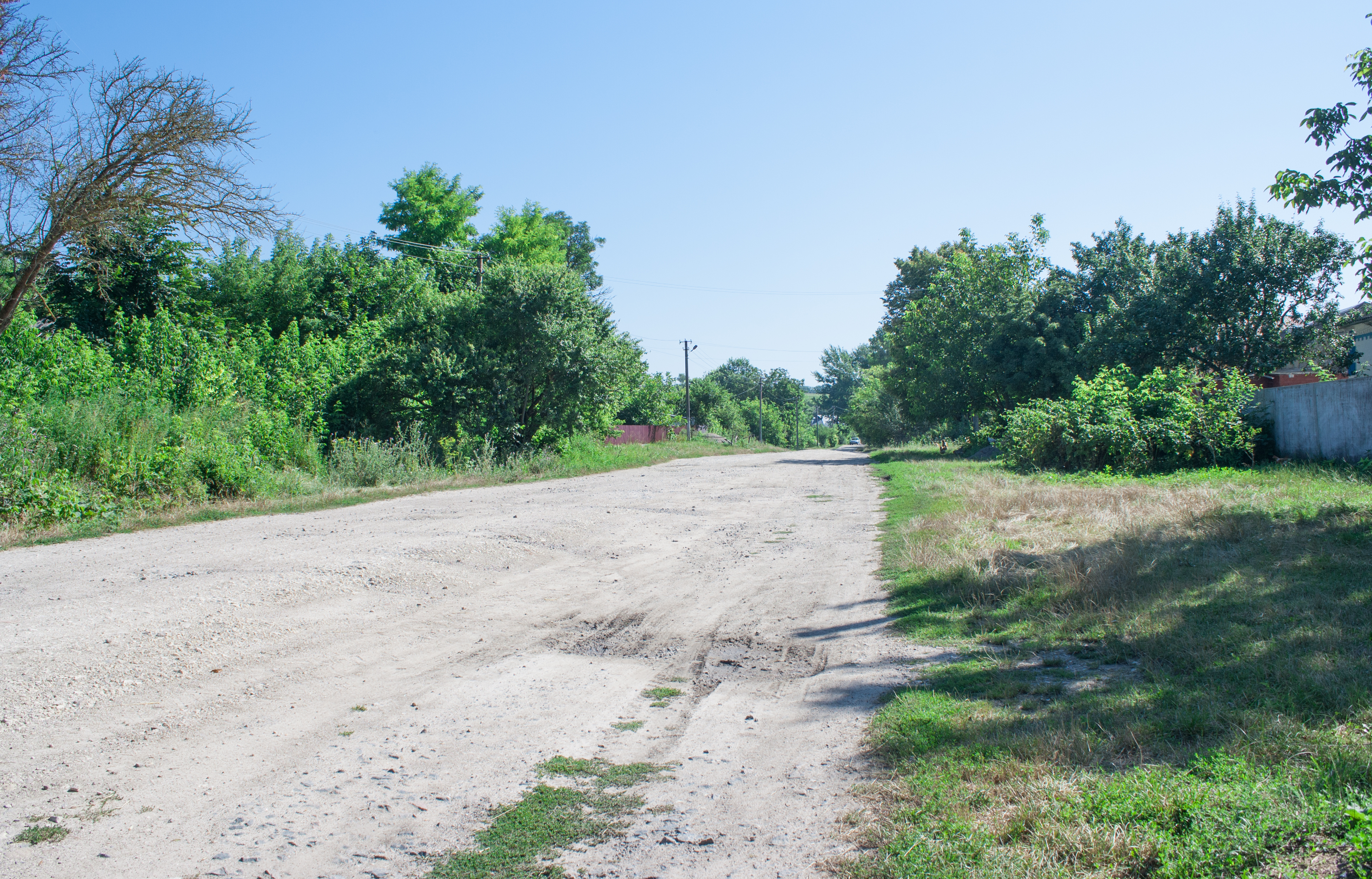
Вулиця
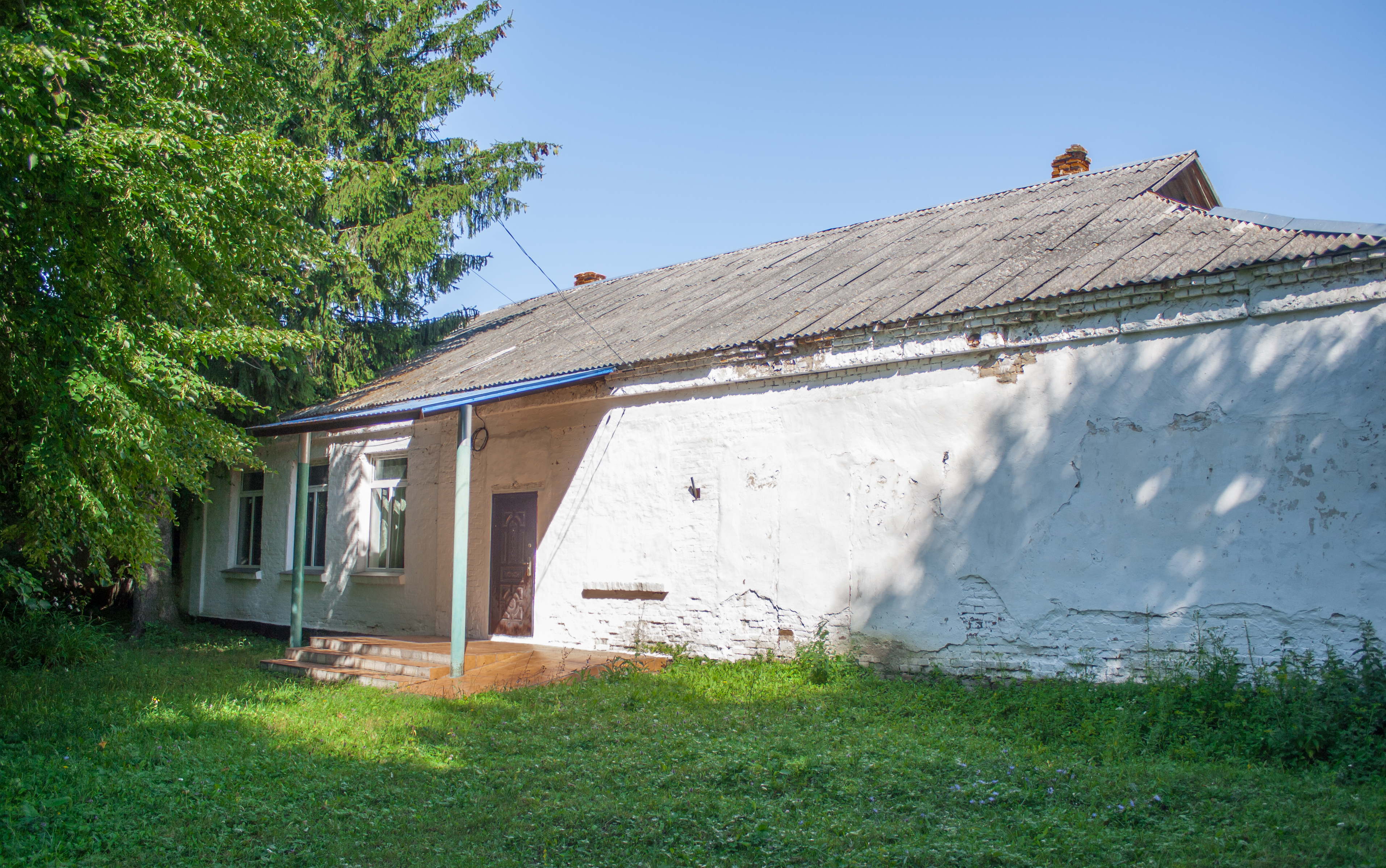
Клуб
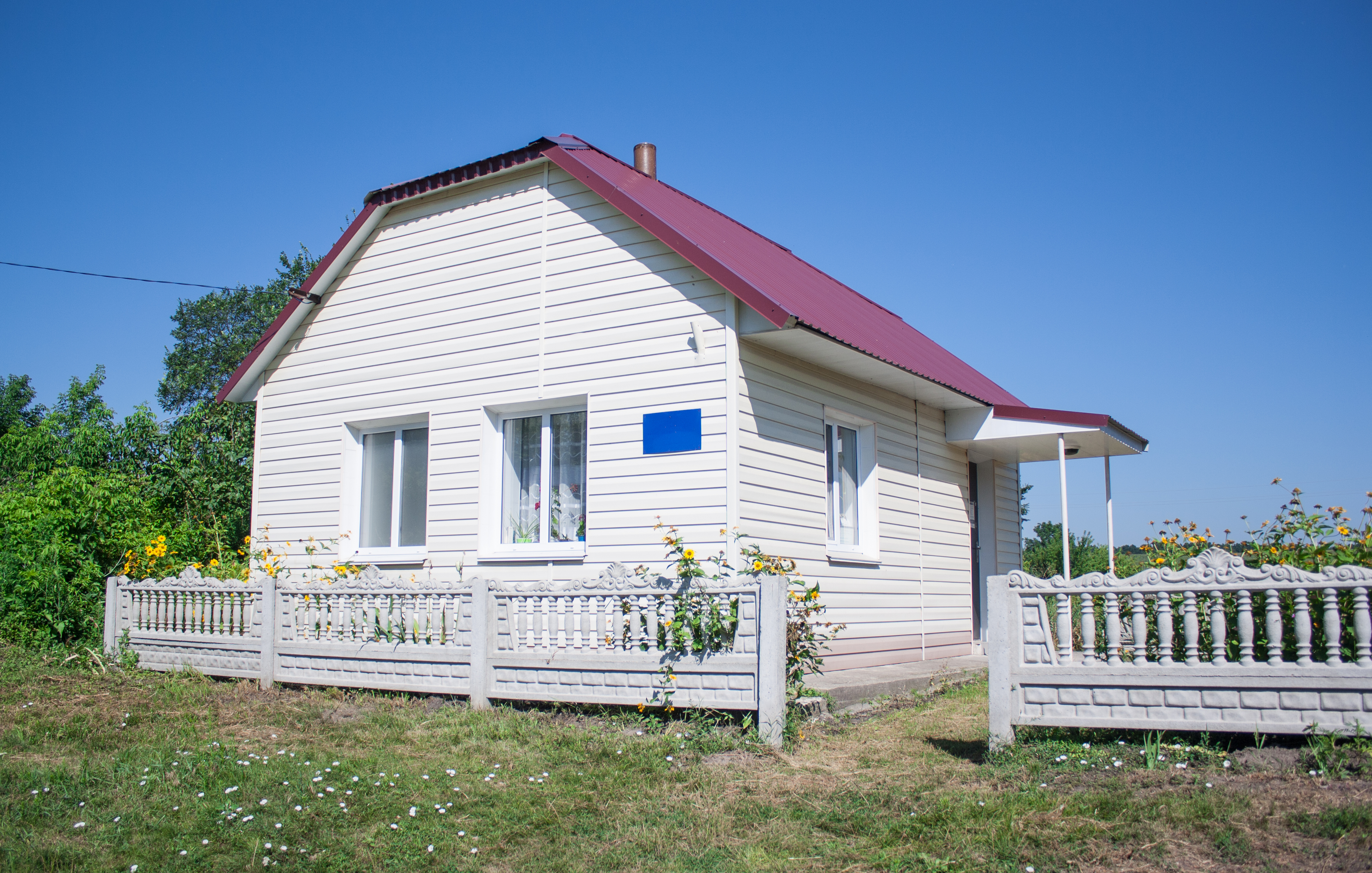
ФАП
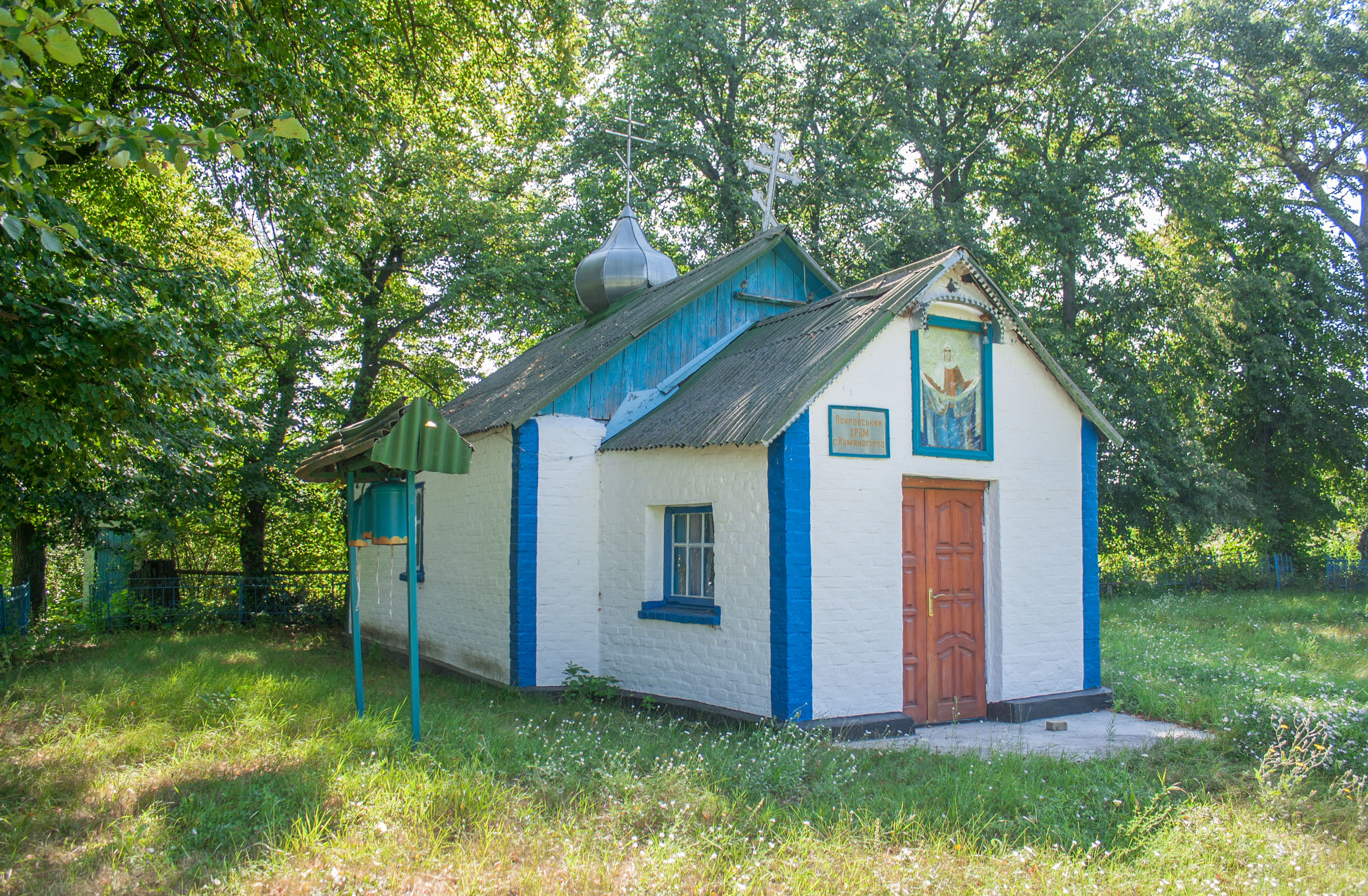
Церква
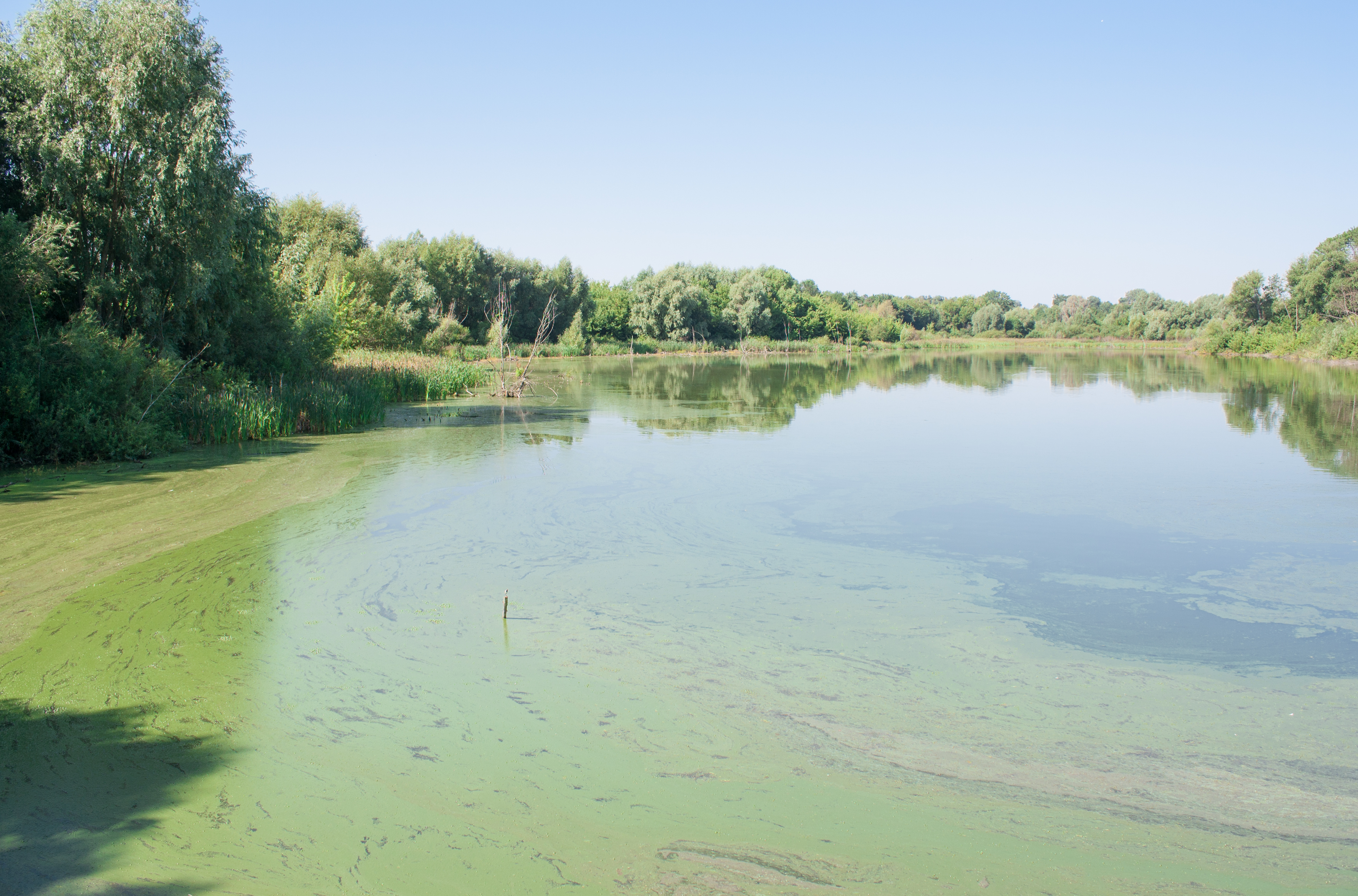
Ставок на річці Роська
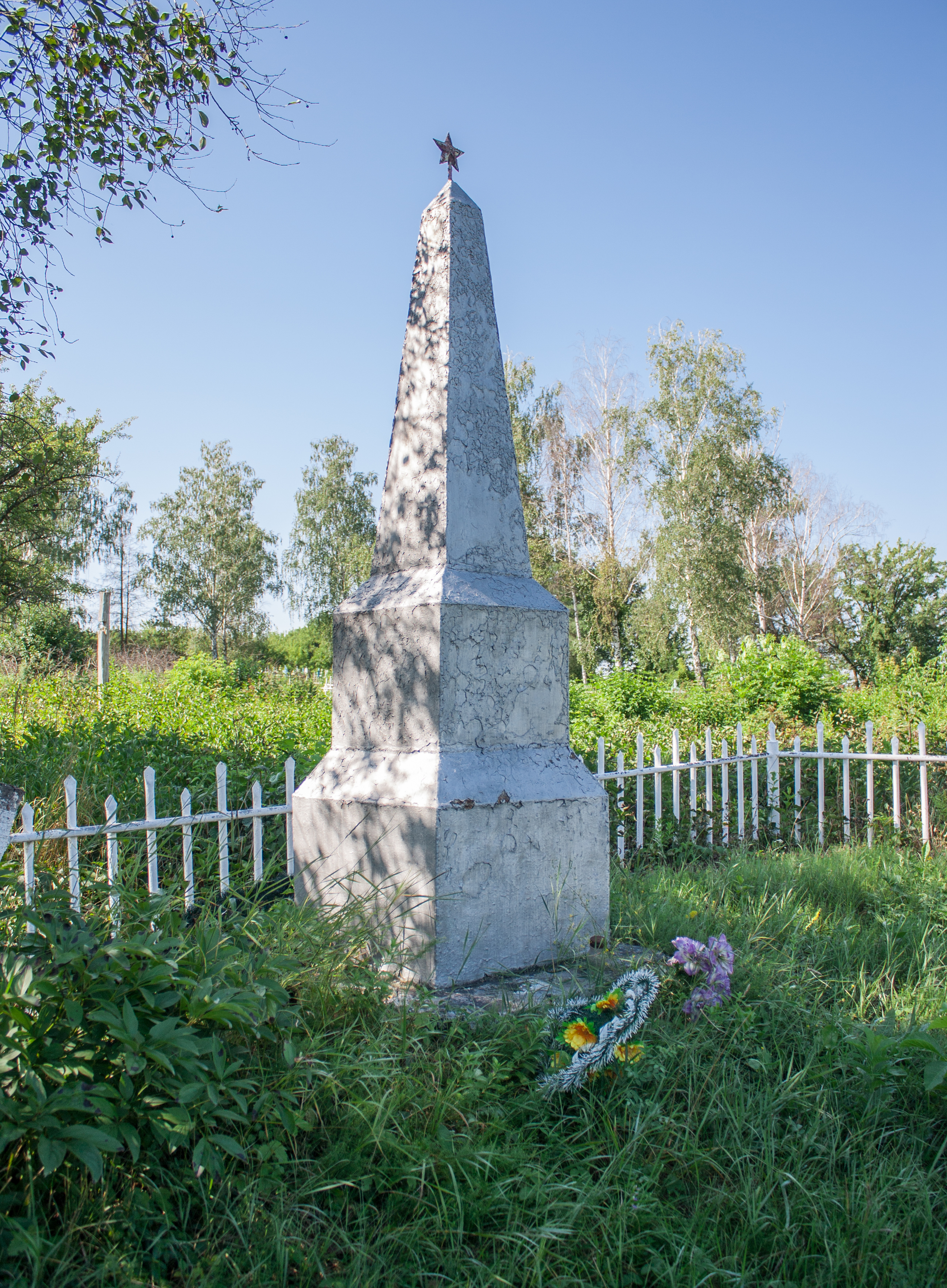
Братська могила радянських воїнів